# Contea di Sishui
La contea di Sishui (泗水县S, Sìshuǐ XiànP) è una contea della Cina, situata nella provincia dello Shandong e amministrata dalla prefettura di Jining.